# Cultura virú
Virú es una cultura arqueológica del Antiguo Perú que ocupó sucesivamente los valles de Chicama y Virú, en La Libertad, y se desarrolló entre los años 200 a. C. y 600 d. C.  Su sede fue el Castillo de Tomabal.  Descubierta por Rafael Larco Hoyle en la década del treinta, la cultura Virú, antes conocida como gallinazo, es ubicada como una sociedad con elementos urbanos previa a Moche y posterior a Salinar.

## Historia
Antes de que la cultura Virú existiera en su territorio (entre 2000 a. C. y 500 d. C.) había una sociedad de agricultores preincas, sin líder ni capital. La cultura virú apareció como unión de estos pequeños caseríos. Hacia el siglo IV, la cultura moche anexó militarmente a la cultura virú.

## Ubicación
Geográficamente la Cultura Virú, está ubicada en la franja costeña norperuana y se desarrolló en los Valles de Casma (Áncash) hasta Lambayeque, aunque algunos científicos sostienen que incluso llegó hasta la parte sur de Piura, entre el periodo Inicial y el Intermedio Temprano. Esa época se caracterizó por el aumento de la población y del poder político.
Se centralizo en el valle de Virú, en el sitio conocido como grupo Gallinazo; desarrollando sistemas de regadío que les permitieron fortalecerse y expandirse a través de algunos valles.

## Descubrimiento
El arqueólogo Alfred Kroeber, en 1925 fue el primero en realizar estudios en el Valle Virú, pero creyó que se trataba de la cultura Chimú.
La denominación Cultura Virú fue difundida por Rafael Larco en 1933, quien descubrió en “La Pampa de los Cocos” la primera tumba conteniendo vasos, cuya característica principal era la pintura negativa, así como los hallazgos en los cementerios del Valle de Virú.
Larco bautizó a la cultura a la que pertenecía este estilo cerámico con el nombre de Cultura Virú, al considerar dicho valle como su centro principal de desarrollo. En la monografía dedicada a esta cultura que intitula La Cultura Virú y que publica en 1945, Larco (1945:3; 1948:22) localizará el área geográfica de esta cultura en los valles de Virú y de Santa, aunque también indica una representación más reducida en Chicama y Moche

## Cronología
En varios cementerios que Larco (1945:2) excavó en Virú había enterramientos pertenecientes a los últimos periodos mochicas –Mochica III y IV– superpuestos a otros Virú de la etapa que clasifica como “Auge”, información que le conduce a establecer que en este valle el estilo “Virú Auge” fue anterior al mochica; no obstante, puntualiza que en Chicama, “Virú Auge” sería contemporáneo con los periodos iniciales del estilo mochica, puesto que fueron encontrados vasos correspondientes a ambas culturas en un mismo contexto funerario (Larco,1948:25). En cuanto al periodo denominado por Larco (1945:1) como “Virú Decadente”, este indica que sobrevivió hasta la dominación Tiahuanaco –posteriormente identificada como Wari–. Otras interesantes informaciones apuntadas por Larco (1945: 1; 1948: 22) hacen referencia a la aparición en varias tumbas del valle de Virú de cerámica híbrida mezclando rasgos Virú y Mochica. 
En consecuencia, Larco (1945: 28) sugería en 1945 que tal vez la Cultura Virú fuera la llave que pudiera conectar las tradiciones culturales anteriores como la Cultura Cupisnique y
el pueblo Mochica. Empero, en 1948 determina, fundamentándose en análisis estilísticos, que la Cultura Mochica poseyó aproximadamente el 90% de elementos de las precedentes culturas Cupisnique y Salinar y solo el 10% de la Virú (Larco 1948:25) 

## Capital
Cuando eran solamente aldeas (Cultura Gallinazo), su capital era la Huaca Gallinazo.
Después la capital pasa a ser la Huaca Ai Apaec (Santa Clara), cuando conviven con los mochicas su capital fue Huancaco, en la última etapa de la cultura Virú fue el complejo Tomabal.

## Organización

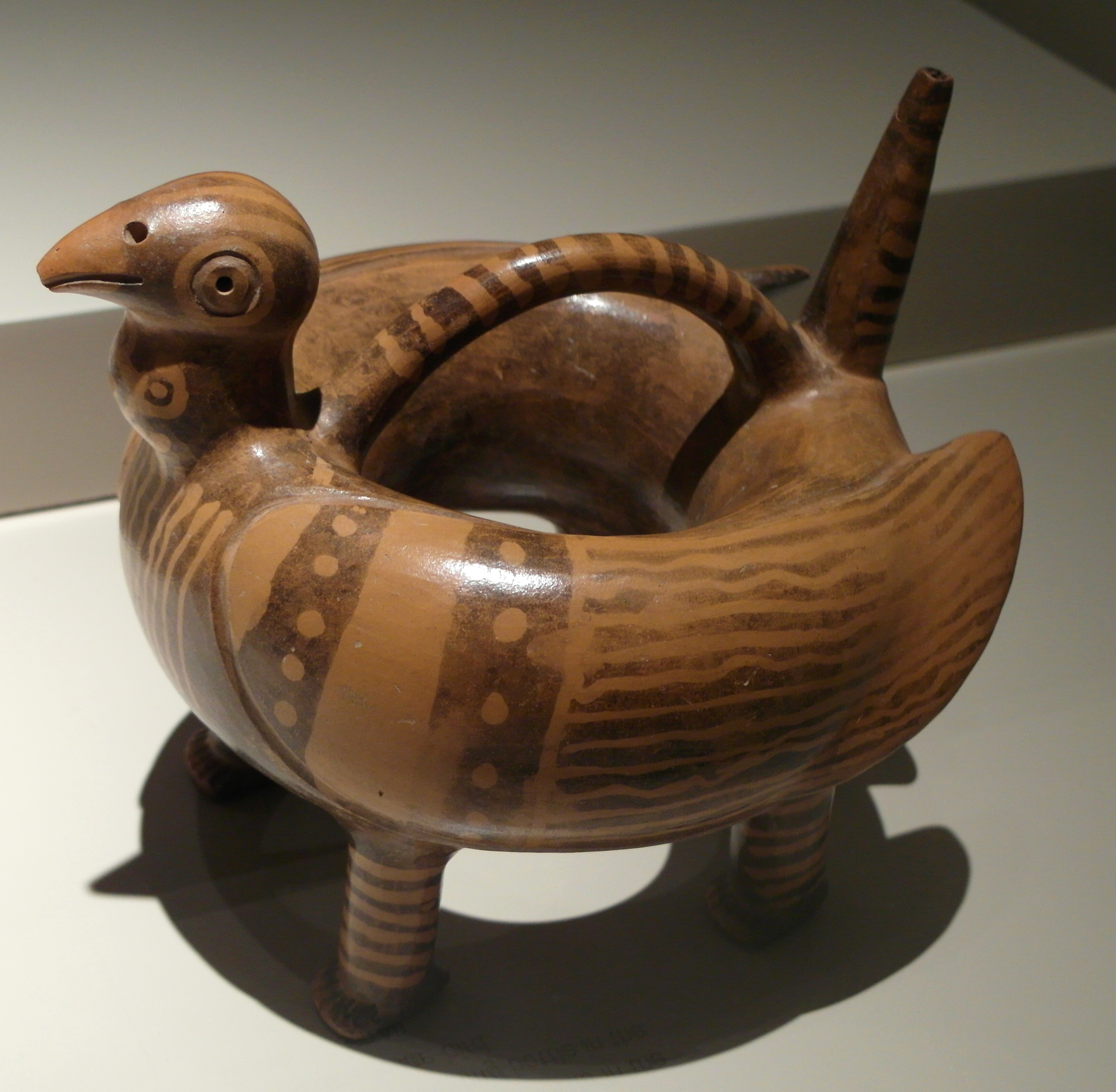
Botella ceremonial con forma de ave y felino perteneciente a la cultura virú.

Otros prefieren reconocer que de su organización social se sabe muy poco, y que sólo se puede afirmar que hubo cohesión política sólo dentro de los límites de un valle y cierta organización social, pero, como se ve en las costumbres funerarias, no hubo grandes diferenciaciones.
Tuvo vigencia en la parte final del Formativo del Antiguo Perú hasta el siglo III d. C. Esta cultura terminó siendo desalojada por los Mochicas de la Cuenca del Chicama hacia el siglo I d. C. y 200 años después fueron desalojados de las riberas del Virú. 
La cultura virú hizo grandes edificaciones de barro. Las más notables y gigantescas son: San Juan, Napo, Sarraque y Tomabal. Sin duda tuvieron una sociedad clasista. Los Virú fueron los iniciadores de los huacos – retratos, que años más tarde perfeccionarían los mochicas.
Como en todas las culturas de esos tiempos, la agricultura fue la base de la economía. En los valles de Chicama, Moche y Virú se ejecutaron obras de irrigación para ampliar la frontera agrícola. Los principales cultivos fueron: maíz, frijoles, lagenarias, yuca, algodón, ají, lúcumo y otros frutales. Complementaban lo anterior con una industria pesquera, cuyos productos secados los intercambiaban con otros pueblos andinos.
Las culturas de transición del formativo tardío se desarrollaron entre los 500 a. C. y los 300 d. C., aproximadamente. Se desarrollaron por cerca de 800 años.